# ديريك برازيل
ديريك برازيل (بالإنجليزية: Derek Brazil)‏ (14 ديسمبر 1968 بدبلن في جمهورية أيرلندا - ) هو مدرب كرة قدم ولاعب كرة قدم أيرلندي في مركز الدفاع. شارك مع منتخب جمهورية أيرلندا تحت 21 سنة لكرة القدم ومنتخب جمهورية أيرلندا تحت 23 سنة لكرة القدم ‏. أما مع النوادي، فقد لعب مع أولدهام أثلتيك وسوانزي سيتي وكارديف سيتي ومانشستر يونايتد ونادي جامعة كارديف ميتروبوليتان ونيوبورت كونتي وهافرفوردويست ‏.

## وصلات خارجية
- ديريك برازيل على موقع قاعدة بيانات كرة القدم.إي يو (الإنجليزية)
- ديريك برازيل على موقع Soccerbase.com (لاعب) (الإنجليزية)